# Ignacy Markiewicz
Ignacy Markiewicz (ur. 24 października 1825 w Rawie Mazowieckiej, zm. 1 stycznia 1908 w Krakowie) – łódzki architekt.

## Życiorys
Syn szlachcica Stanisława Markiewicza. Ukończył gimnazjum w Warszawie w 1844. Studiował w Szkole Sztuk Pięknych w Warszawie od 1844 do 30 czerwca 1847. Dyplom otrzymał 30 czerwca 1847. Studiował i pracował początkowo pod kierunkiem Henryka Marconiego.
Za udział w walkach Wiosny Ludów w 1848 był więziony w twierdzy w Zamościu. Następnie został przyjęty do służby rządowej jako budowniczy powiatu piotrkowskiego. W Piotrkowie projektował i budował teatr w 1868 oraz przebudowywał od 7 marca 1869. cerkiew unicką. Architektem powiatu łódzkiego został w 1867., lecz przebywał w Piotrkowie w dyspozycji władz gubernialnych. 2 maja 1867 uzyskał uprawnienia budowniczego II klasy.
Po 4 października 1870 przystąpił do pracy w Łodzi jako pomocnik głównego architekta miejskiego Jana Karola Mertschinga, po którego śmierci w 1872 przez miesiąc pełnił obowiązki budowniczego. W 1889 był w Łodzi architektem cywilnym, a w 1891 budowniczym powiatu łódzkiego. Pełnił także czasowo obowiązki budowniczego powiatu łaskiego. Od 13 września 1891 zastępował przebywającego w podróży służbowej Hilarego Majewskiego, a po jego śmierci, otrzymał 10 lipca 1892 nominację na p.o. budowniczego miejskiego. Prezydent Łodzi uzasadniał jego przyjęcie pilnymi robotami przy brukowaniu ulic ocenianymi na 80 tys. rubli i nadzorem nad licznymi budowami. Z chwilą mianowania F. Chełmińskiego 1 grudnia 1892  budowniczym miejskim, powrócił do pracy na stanowisku budowniczego powiatu łódzkiego. Zastępował F. Chełmińskiego w czasie jego wyjazdów. Gdy ten w czerwcu 1896 został powołany na ćwiczenia wojskowe, Ignacy Markiewicz prosił o przydzielenie mu technika, bo nie mógł podołać zaległościom.
Dla poprawy zdrowia corocznie wyjeżdżał do Karlsbadu. Nasilająca się od 1898 ciężka choroba reumatyczna i choroba żołądka, zmusiły go do złożenia 5 maja 1901 prośby o zwolnienie z pracy. Architektem powiatowym pozostał do 1 czerwca 1901, kiedy przeszedł na emeryturę. Na jego stanowisko przyjęto J. S. Lemene i do spraw technicznych Stefana Warchoła.
Był twórcą Synagogi w Brzezinach. Współtworzył cerkiew w Piotrkowie Trybunalskim.
Wyjechał na stałe z Łodzi 10 maja 1901. Wspomnienie pośmiertne zamieścił „Kurier Warszawski” 1908 nr 3 (3 stycznia) s. 2.

## Niektóre jego prace w Łodzi
- W 1887 wykonał projekt rozbudowy kościoła pw. Podwyższenia św. Krzyża przy ul. Dzikiej (obecnie ul. H. Sienkiewicza),
- W latach 1888–1892 projektował i nadzorował budowę gimnazjum męskiego przy ul. Dzikiej (Sienkiewicza). Budowa szkoły z fundacji Scheiblerów została ukończona 16 października 1891 r. kosztem 100 000 rubli[1],
- Rozbudował plebanię przy kościele pw. św. Krzyża kosztem 23 000 rubli[2],
- W styczniu 1892 wykonał plany przebudowy szpitala św. Aleksandra przy ul. Skorupki[3],
- Dom Henryka Krablera przy ul Nowo-Spacerowej 36, obecnie al. T. Kościuszki 81, 1894, typ niewielkiej śródmiejskiej rezydencji fabrykanckiej o barokowo-manierystycznej fasadzie,
- Budynek ochronki katolickiej przy ul. Smugowej o 3 piętrach, kosztem 29 000 rubli,
- Według jego projektów wykonano na ul. Piotrkowskiej kilkadziesiąt kamienic: m.in. 121[4] (1884), 111 (1889), 191 (1889), 209 (1890), 114 (1893). W 1887 i 1892 mieszkał przy ul. Piotrkowskiej 62,
- Prawdopodobnie - Willa Ernsta Leonhardta przy ul. Pabianickiej 2,
- Kamienica Pinkusa Brzezińskiego przy ul. Kilińskiego 49[5].